# Rödeln

Rödeln von zwei Bewehrungsmatten

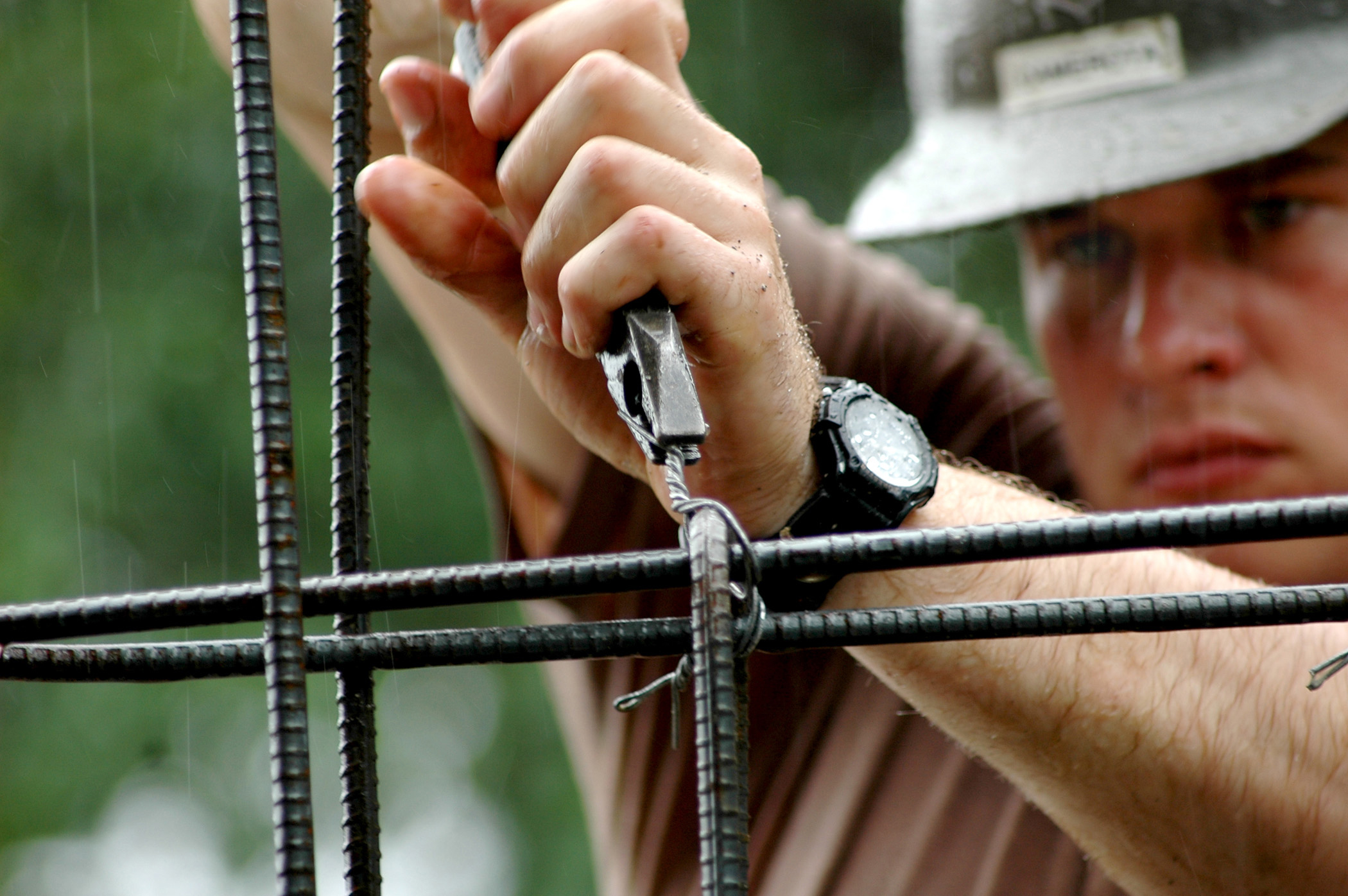
Rödeln mit einer gewöhnlichen Kombizange

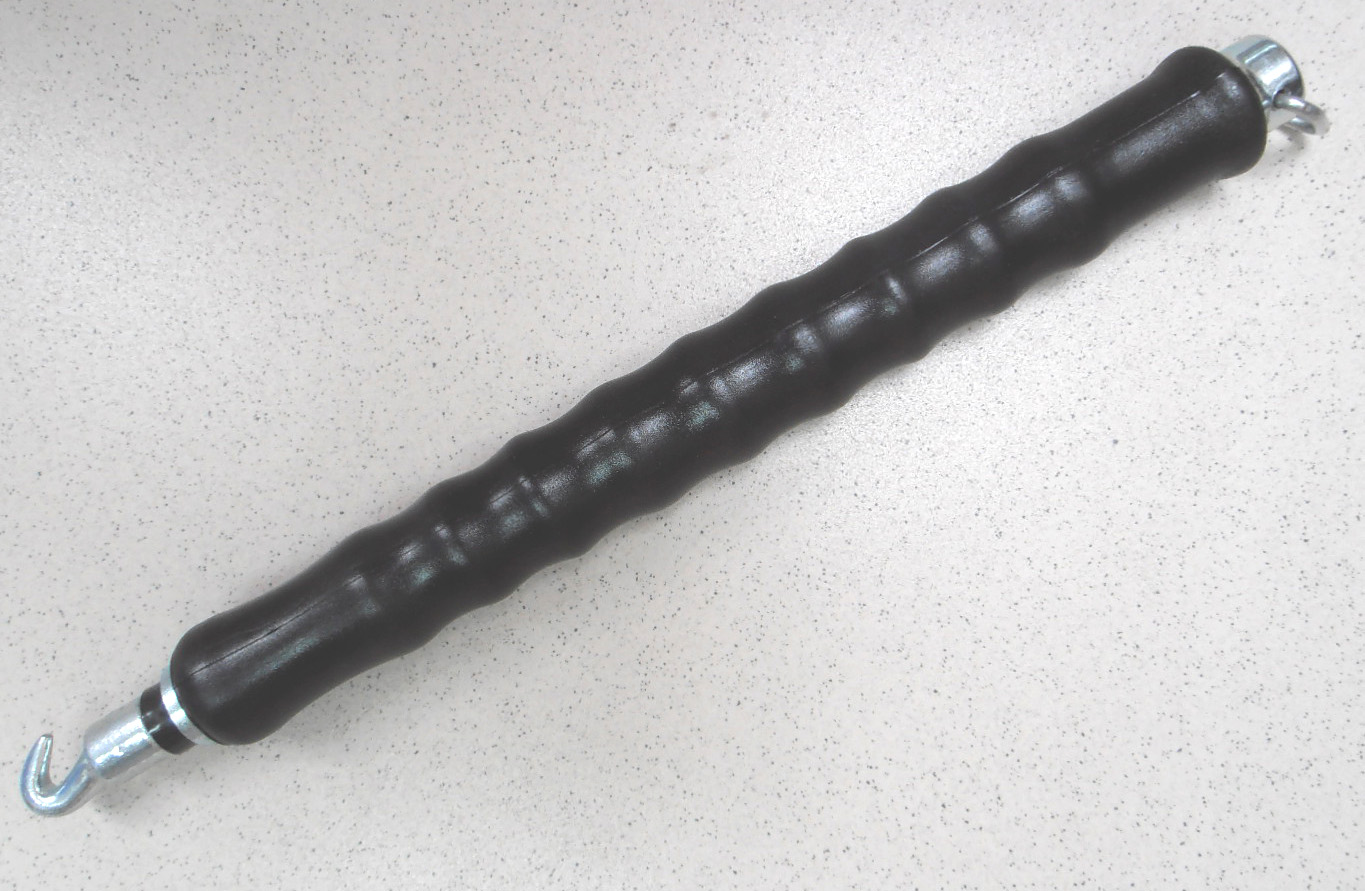
Drillapparat

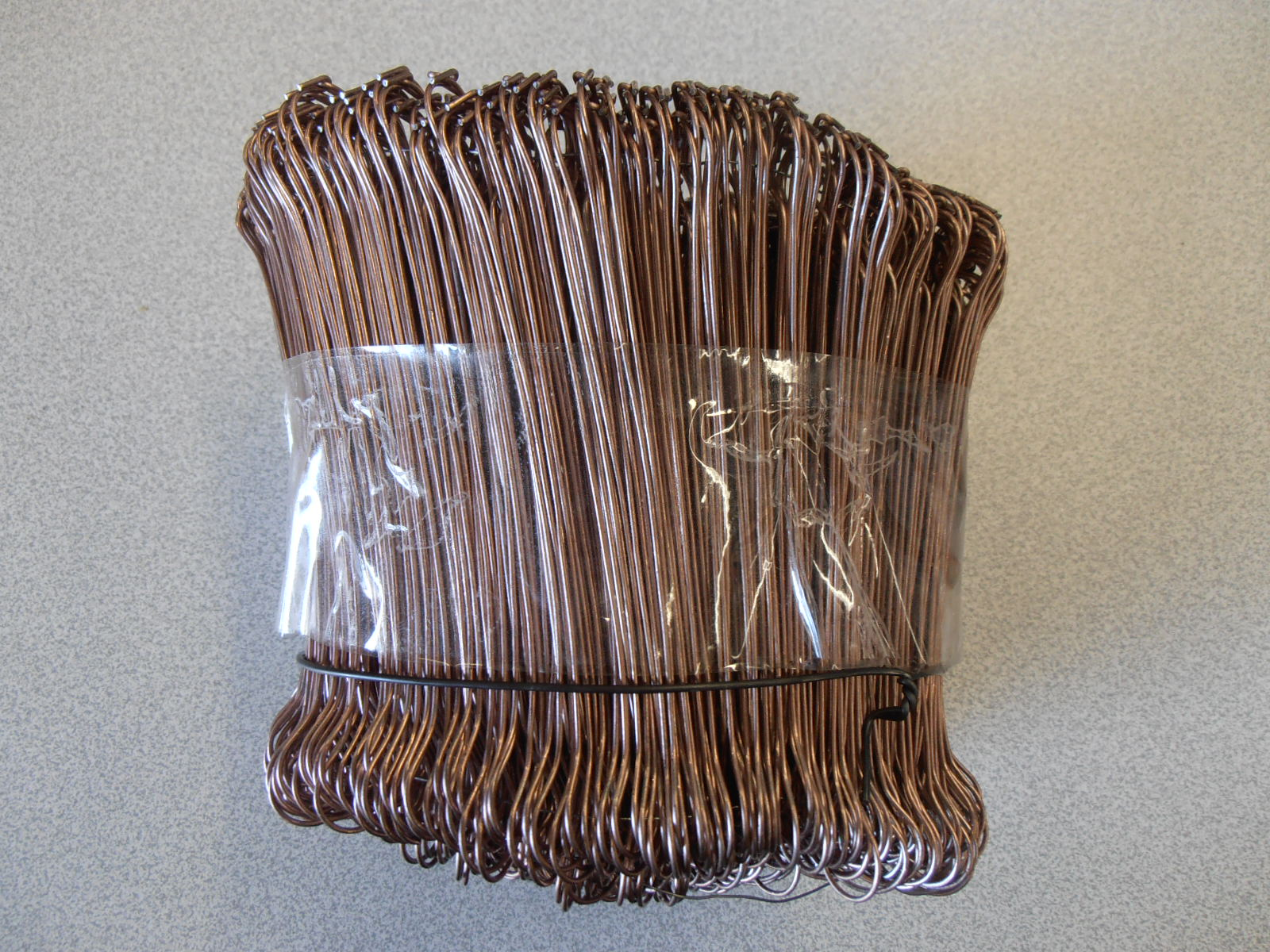
Drilldrahtstücke („Sackbinder“)

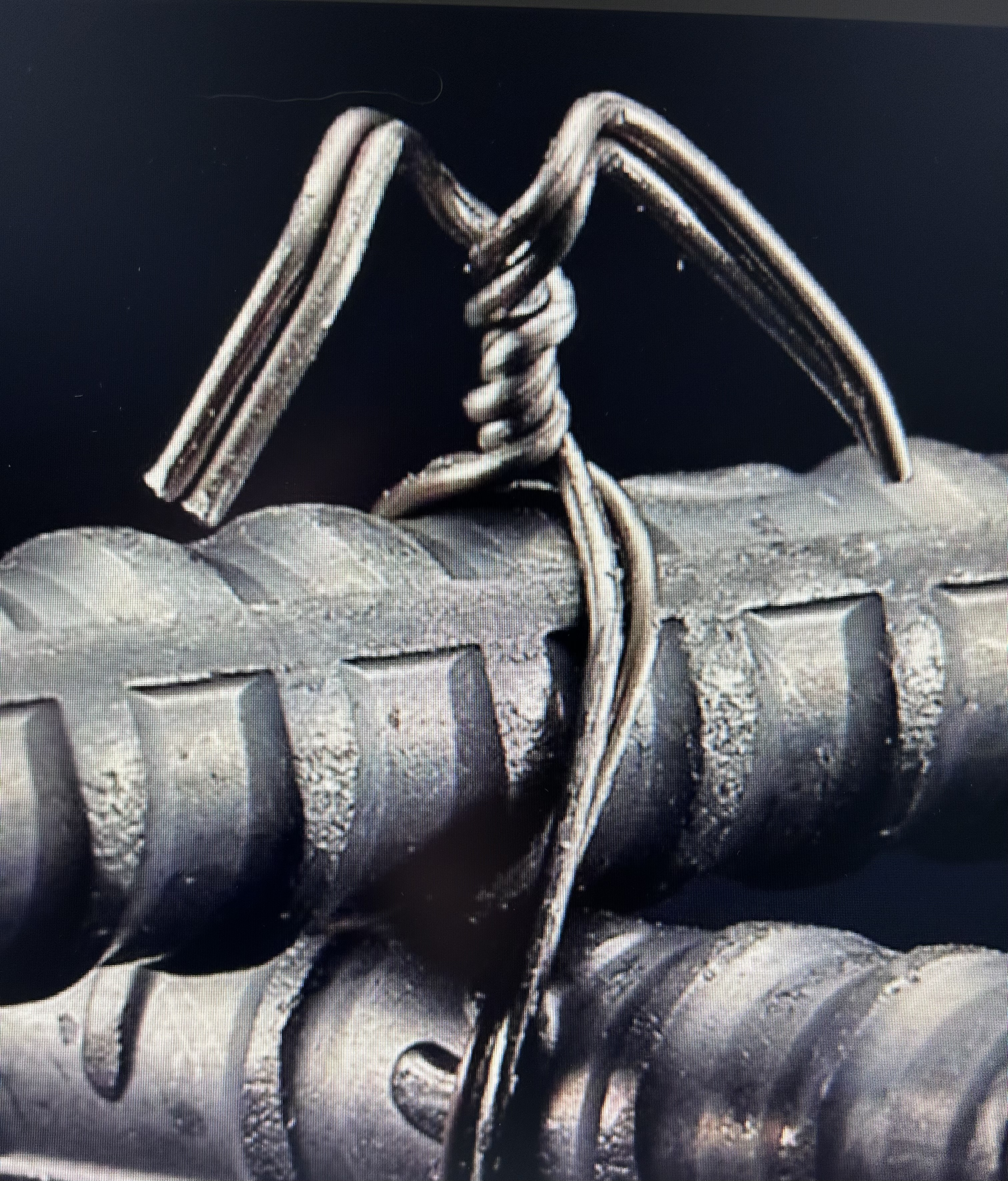
Twintier-Bindung

Rödeln, auch Stahl- oder Eisenflechten genannt, ist eine Tätigkeit auf Baustellen, bei der mit Draht (sogenanntem Rödeldraht) verschiedene Lagen einer Beton-Stahlbewehrung verbunden werden. Dies dient der Lagesicherung der Bewehrung beim Betonieren.
Es gibt dabei zwei Möglichkeiten der Anwendung:
- Der Draht wird von einem Bindedrahtröllchen abgewickelt, dabei um den Kreuzungspunkt zweier oder mehrerer zu verbindender Bewehrungseisen herumgelegt und mittels einer Rödelzange verdrillt, bis der Draht den Knotenpunkt der Bewehrungseisen stabil zusammenhält. Anschließend wird der Draht von der Rolle abgekniffen.
- Vorgefertigte Drahtschlaufen, die an ihrem Ende jeweils eine kleine Schlinge aufweisen, werden um den Knotenpunkt gelegt. Die Verbindungspunkte werden mit einem Drillapparat zusammengezogen, an dessen Ende sich ein Haken befindet, der in beide Schlingen eingehängt wird und diese durch Zug am Griff des Geräts verdrillt. Die Drehbewegung wird durch eine Führung in Form einer doppelten Spiralnut (vgl. Drillbohrer) bewirkt.
- Bereits 1993[1] wurden akkubetriebene Bindemaschinen in Japan entwickelt. Diese helfen schnell und effizient in unter einer Sekunde die Bewehrungsstähle zu verrödeln.

## Verknüpfungsarten
Es werden folgende Verknüpfungsarten beim Rödeln unterschieden:
- einfacher Eckschlag (auch Heftmasche genannt)
- doppelter Eckschlag (auch Kreuzschlag genannt)
- Nackenschlag (auch Heranholemasche genannt)
- Zugmasche (auch Hängemasche genannt)